# Johann Samuel Gottlob Flemming
Johann Samuel Gottlob Flemming (* 31. Oktober 1740 in Lütte; † 23. November 1827 in Zitzschewig) war ein sächsischer evangelischer Pfarrer. Er rettete Kötzschenbroda 1812 vor der Plünderung durch napoleonische Truppen.

## Leben
Flemming wurde als Sohn des Pfarrers Johann Gottlieb Flemming geboren und war der Bruder von Carl August Heinrich Flemming. Nach seiner Schulzeit in der Fürstlichen Landesschule St. Augustin in Grimma studierte er Theologie mit dem Abschluss eines Magisters. 1768 wurde er Festungsbauprediger in Dresden.
1772 wurde Flemming Pfarrersubstitut und ab 1773 Pfarrer an der Kirche zu Kötzschenbroda, wo er über 50 Jahre bleiben sollte. Am 22. Februar 1818 feierte er sein 50-jähriges Amtsjubiläum.
1812 rettete Flemming Kötzschenbroda durch sein mutiges Eingreifen vor der Plünderung durch napoleonische Soldaten. 1822 veranlasste Flemming nach dem großen Dorfbrand in der Nachbargemeinde Naundorf eine Spendensammlung zu Gunsten der Opfer durch einen entsprechenden Aufruf in der Leipziger Zeitung.
Flemming war vermögender Besitzer der Wettins Höhe, eines Weinguts mit Winzerhaus und eigener Weinpresse in der Nachbargemeinde Zitzschewig. Darüber hinaus hatte seine Ehefrau Johanne Friedericke Flemming († 10. Juli 1823 im 69. Lebensjahr) ein Weingut (später Grundhof) in der Kötzschenbrodaer Weinbergsflur geerbt. Flemming stiftete seiner Kirche „Kelch und Teller“.
Flemming zog sich bei seiner Emeritierung 1824 auf die Wettins Höhe zurück und starb dort drei Jahre später.
1935 wurde in Radebeul eine Straße nach Flemming benannt.